# アバカブ
『アバカブ』（Abacab）は、ジェネシスが1981年に発表した11作目のスタジオ・アルバム。

## 背景
前作『デューク』（1980年）と本作の間に、フィル・コリンズ初のソロ・アルバム『夜の囁き』（1981年）がリリースされており、同アルバムに共同プロデューサーとして参加したヒュー・パジャムが、本作ではエンジニアを務めた。
アルバム・タイトルにもなった「アバカブ」の曲名は、この曲が作られた当初A（ヴァース）、B（コーラス）、C（ブリッジ）が「ABACAB」の順に構成されていたことに由来しているが、最終的な曲構成はタイトルと異なるものになった。
「ノー・リプライ・アット・オール」にはアース・ウィンド・アンド・ファイアーのホーン・セクション（フェニックス・ホーンズ）が参加しているが、トニー・バンクスは当初、「ホーンの音はシンセで作れる」と主張し、この案に反対したという。外部ミュージシャンを作品に起用したのはデビュー・アルバム『創世記』のストリング・セクション以来のことだった。なお、ジェネシスが2010年にロックの殿堂入りを果たした際の式典では、フィッシュがCBSオーケストラのホーン・セクションを従えて「ノー・リプライ・アット・オール」のカヴァーを演奏した。
本作のアルバム・ジャケットは4種類の配色が存在し、左上から時計回りに青・ピンク・赤・緑のもの、赤・青・黄・グレーのもの、黄・赤・グレー・緑のもの、グレー・黄・ピンク・青のものがリリースされた。

## 反響・評価
全英アルバムチャートでは、前作『デューク』（1980年）に続く2度目の1位獲得作品となった。本作からは「アバカブ」（全英9位）、「キープ・イット・ダーク」（全英33位）、「マン・オン・ザ・コーナー」（全英41位）がシングル・ヒットした。
アメリカのBillboard 200では7位に達し、初のトップ10入りを果たした。1982年5月にはRIAAによってプラチナ・ディスクに認定され、その後も売り上げを伸ばして、1988年2月にはダブル・プラチナに認定されている。また、Billboard Hot 100では「ノー・リプライ・アット・オール」が29位、「アバカブ」が26位、「マン・オン・ザ・コーナー」が40位に達している。
音楽評論家のStephen Thomas Erlewineはオールミュージックにおいて「グループはヒュー・パジャムと共に『デューク』における新機軸を更に拡大し、ポップで印象的な部分を増やしながらも、それらを最も芸術的なロックに継ぎ目なく組み込んでいる」と評している。

## 収録曲
特記なき楽曲はフィル・コリンズ、マイク・ラザフォード、トニー・バンクスの共作。
1. 「アバカブ」 - "Abacab" - 6:57
2. 「ノー・リプライ・アット・オール」 - "No Reply at All" - 4:33
3. 「ミー・アンド・サラ・ジェーン」 - "Me and Sarah Jane" (バンクス) - 6:02
4. 「キープ・イット・ダーク」 - "Keep It Dark" - 4:32
5. 「ドードー〜ラーカー」 - "Dodo/Lurker" - 7:31
6. 「フー・ダニット?」 - "Who Dunnit?" - 3:24
7. 「マン・オン・ザ・コーナー」 - "Man on the Corner" (コリンズ) - 4:27
8. 「ライク・イット・オア・ノット」 - "Like It or Not" (ラザフォード) - 4:58
9. 「アナザー・レコード」 - "Another Record" - 4:38

## 参加ミュージシャン
- フィル・コリンズ - ボーカル、ドラムス
- マイク・ラザフォード - ギター、ベース
- トニー・バンクス - キーボード

アディショナル・ミュージシャン
- EWFホーンズ - ホーン・セクション (#2)
- Tom Tom 84 - アレンジ (#2)